# کتاب‌های سموئیل

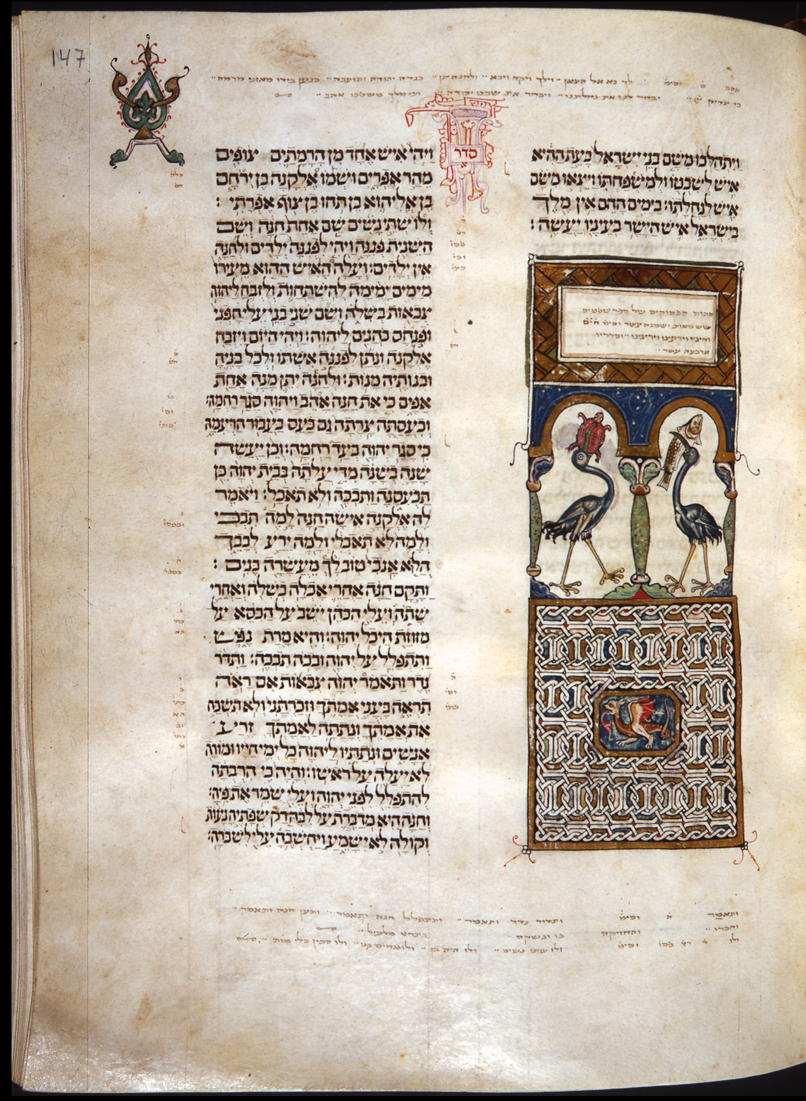
صفحه ای از کتاب ساموئل، در کتاب مقدس سرورا (1299/1300)

کتب سموئیل (عبری: ספר שמואל‎) یک کتاب از کتاب مقدس عبری نوییم، (کتاب یوشع، کتاب داوران، سموئیل کتب پادشاهان - از جمله کتاب‌های دنباله‌ای در عهد عتیق هستند و به همراه کتاب روت تاریخ بنی‌اسرائیل است که به توضیح تورات (دستورهای خداوند) از زبان پیامبران می‌پردازد.
کتب سموئیل با این آغاز می‌شود که چگونه سموئیل توسط یهوه انتخاب می‌شود.

### کتابشناسی
- Gordon, Robert (1986). I & II Samuel, A Commentary. Paternoster Press. ISBN 9780310230229.

| کتاب‌های سموئیل نوییم |                 |                    |
| پیشین: کتاب داوران   | تنخ             | پسین: کتب پادشاهان |
| پیشین: کتاب روت      | مسیحیت عهد عتیق | پسین: کتب پادشاهان |